# Челеби Мито
Челеби Мито или Мита е гъркоманин, един от водачите на гръцката партия в Струмица през Възраждането.

## Биография
Челеби Мито като виден струмичанин работи за гръцката пропаганда. Според Трайко Китанчев:
| „ | И той е българинъ, и чорбаджия, и челебия, и човѣкъ съ влияние, и всичко; но той е единствениятъ най-върлъ гонитель на българитѣ въ Струмица. | “ |

От него се страхуват „и турци, и християни“ и е наричан „елзевул“. Според Арсени Костенцев Мито месечно е плащан от Струмишката гръцка община. Той пише за него:
| „ | Той нищо друго не работеше, освен от дукян на дукян и от къща на къща ходеше и плашеше хората, че който се каже българин, заедно с децата си ще бъде проводен на заточение. | “ |

Децата на Челеби Мито са възпитавани „отделно и отгоре“ от Солунската гръцка община. Един от синовете му е гръцки учител в Струмица. Костенцев пише, че той:
| „ | ...когато чуеше някое дете да продума по български, с едната ръка му изваждаше езика навън, а с другата с пръчка му търкаше по езика и му викаше: – Втори път ако чуя да говори някой тоя варварски език, ще му порежа езика! | “ |

Обсъждайки положението в Струмица през Възраждането, Кузман Шапкарев споменава Челеби Мито:
| „ | Ами за Струмица що да кажем? Там е още по-лоше... Там са нужни: един Нако Станишев и един Д. Миладинов, за да скършат главата на гъркоманите и на главатаря им челеби Мито, най-върлийт български изверг, може да се каже, в цяла Македония. | “ |

Сравнявайки Челеби Мито с Григор Хаджинаков в Дойран, Шапкарев пише, че Мито е „това същето и нещо повече“ в Струмица.